# Sergej Sal'nikov
Sergej Sergeevič Sal'nikov (in russo Сергей Сергеевич Сальников?; Krasnodar, 13 settembre 1925 – Mosca, 9 maggio 1984) è stato un calciatore e allenatore di calcio sovietico, di ruolo attaccante.
È il nonno dei tennisti greci Stefanos e Petros Tsitsipas, che la figlia Julija Sal'nikova ha avuto dall'ex tennista greco Apostolos.

## Carriera

### Club
Vinse per tre volte il campionato sovietico (1954, 1956, 1958) e per cinque volte la coppa nazionale (1944, 1946, 1947, 1953, 1958).

### Nazionale
Con la Nazionale ottenne un oro olimpico nel 1956.

## Palmarès

### Giocatore

#### Club
- Campionati sovietici: 3

Dinamo Mosca: 1954
Spartak Mosca: 1956, 1958
- Coppe sovietiche: 5

Spartak Mosca: 1944, 1946, 1947, 1958
Dinamo Mosca: 1953

#### Nazionale
- Oro olimpico: 1

Melbourne 1956